# Nijmeegse Vierdaagse 2011
De 95e editie van de Nijmeegse Vierdaagse 2011 vond plaats van dinsdag 19 juli tot en met vrijdag 22 juli 2011.
In totaal hebben 47.680 mensen zich aangemeld voor deze 95ste editie. Voor de tocht mochten maximaal 45.000 mensen zich inschrijven. Er werd geloot onder alle deelnemers die voor het eerst willen gaan deelnemen en niet meededen met de ViaVierdaagse of geboren waren in 1999. Op de vierdaagse feesten in het weekend voorafgaand aan de vierdaagse kwamen 355.000 bezoekers af. Voor de vierdaagse zelf werd gerekend op 1,4 miljoen bezoekers. Zo'n 1000 agenten werden ingezet om alles in goede banen te leiden. In totaal hebben 42.812 wandelaars hun startbewijs opgehaald. Er gingen de eerste dag 41.316 wandelaars van start.

## Barometer[8]
| Inschrijvingen                   | 45.000 |
| Aangemeld op zondag en maandag   | 42.812 |
| 1e dag niet gestart              | 1.496  |
| Vierdaagse gestart               | 41.316 |
| 1e dag uitgevallen               | 1.209  |
| 1e dag uitgelopen                | 40.107 |
| 2e dag niet gestart/ uitgevallen | 868    |
| 2e dag uitgelopen                | 39.239 |
| 3e dag niet gestart/ uitgevallen | 643    |
| 3e dag uitgelopen                | 38.596 |
| 4e dag niet gestart/ uitgevallen | 174    |
| Vierdaagse uitgelopen            | 38.422 |